# Liste der Kulturdenkmale in Langeneß
In der Liste der Kulturdenkmale in Langeneß sind alle Kulturdenkmale der schleswig-holsteinischen Gemeinde Langeneß (Kreis Nordfriesland) und ihrer Ortsteile aufgelistet (Stand: 10. März 2025).

## Legende
In den Spalten befinden sich folgende Informationen:
- Objekt-ID: die Nummer des Kulturdenkmales
- Lage: die Adresse des Kulturdenkmales und die geographischen Koordinaten. Kartenansicht, um Koordinaten zu setzen. In der Kartenansicht sind Kulturdenkmale ohne Koordinaten mit einem roten Marker dargestellt und können in der Karte gesetzt werden. Kulturdenkmale ohne Bild sind mit einem blauen Marker gekennzeichnet, Kulturdenkmale mit Bild mit einem grünen Marker.
- Offizielle Bezeichnung: Bezeichnung des Kulturdenkmales
- Beschreibung: die Beschreibung des Kulturdenkmales
- Bild: ein Bild des Kulturdenkmales

## Sachgesamtheiten
| Objekt-ID      | Lage                                     | Offizielle Bezeichnung           | Beschreibung | Bild                             |
| -------------- | ---------------------------------------- | -------------------------------- | --- | -------------------------------- |
| 40625 Wikidata | Kirchwarf 2 (54° 38′ 27″ N, 8° 37′ 2″ O) | Kirche Langeneß mit Gemeindeteil | Aktualisierung vorgesehen - Begründung: geschichtlich, künstlerisch, städtebaulich, Kulturlandschaft prägend - Schutzumfang: Kirche mit Gemeindeteil, Kirchendecke und Ausstattung, Glockenstapel, Kirchhof, Historische Grabmale | weitere Fotos \| Fotos hochladen |
| 40626 Wikidata | Oland 1 (54° 40′ 27″ N, 8° 41′ 12″ O)    | Kirche St. Petri mit Ausstattung | Aktualisierung vorgesehen - Begründung: geschichtlich, künstlerisch, städtebaulich, Kulturlandschaft prägend - Schutzumfang: Kirche St. Petri mit Ausstattung, Glockenstapel, Kirchhof mit Feldsteinmauer, Grabmale bis 1870      | weitere Fotos \| Fotos hochladen |

## Bauliche Anlagen
| Objekt-ID      | Lage                                            | Offizielle Bezeichnung                          | Beschreibung | Bild                             |
| -------------- | ----------------------------------------------- | ----------------------------------------------- | --- | -------------------------------- |
| 3067 Wikidata  | Ketelswarf 1 - 1a (54° 38′ 18″ N, 8° 35′ 37″ O) | Uthländisches Haus Sönnichsen (Gertsen)         | Das Haus wurde 1725 erbaut. Alteintragung (Aktualisierung vorgesehen) - Begründung: Alteintragung (Aktualisierung vorgesehen) - Schutzumfang: Alteintragung (Aktualisierung vorgesehen) - Denkmaltyp: Bauliche Anlage | Fotos hochladen                  |
| 3068 Wikidata  | Ketelswarf 2 (54° 38′ 18″ N, 8° 35′ 36″ O)      | Uthländisches Haus Tadsen (Museum)              | Alteintragung (Aktualisierung vorgesehen) - Begründung: Alteintragung (Aktualisierung vorgesehen) - Schutzumfang: Alteintragung (Aktualisierung vorgesehen) - Denkmaltyp: Bauliche Anlage | Fotos hochladen                  |
| 3066 Wikidata  | Ketelswarf 3 – 3a (54° 38′ 18″ N, 8° 35′ 39″ O) | Uthländisches Haus Boysen (Fremdenverkehrsbüro) | Alteintragung (Aktualisierung vorgesehen) - Begründung: Alteintragung (Aktualisierung vorgesehen) - Schutzumfang: Alteintragung (Aktualisierung vorgesehen) - Denkmaltyp: Bauliche Anlage | Fotos hochladen                  |
| 9022 Wikidata  | Kirchhofswarf (54° 37′ 46″ N, 8° 32′ 9″ O)      | Leuchtturm Nordmarsch                           | Im Jahre 1902 wurde am westlichen Ende der Hallig ein Leuchtturm gebaut und nach ihr benannt. Er ist der einzige Leuchtturm auf Langeneß und auch als Leuchtturm Langeneß bekannt. Der Turm befindet sich auf der nicht mehr bewohnten alten Peterswarft. Im Jahr 1916 wurde der Leuchtturm durch eine Seemine stark beschädigt, so dass er Risse bekam und schief stand. Diese Schäden wurden erst 1953 durch eine Mauerwerksummantelung teilweise behoben; die Schiefstellung konnte nicht ganz beseitigt werden. Alteintragung (Aktualisierung vorgesehen) - Begründung: Alteintragung (Aktualisierung vorgesehen) - Schutzumfang: Alteintragung (Aktualisierung vorgesehen) - Denkmaltyp: Bauliche Anlage | weitere Fotos \| Fotos hochladen |
| 10566 Wikidata | Kirchhofswarf (54° 37′ 43″ N, 8° 32′ 8″ O)      | Leuchtturmwarft Nordmarsch                      | Alteintragung (Aktualisierung vorgesehen) - Begründung: Alteintragung (Aktualisierung vorgesehen) - Schutzumfang: Alteintragung (Aktualisierung vorgesehen) - Denkmaltyp: Bauliche Anlage | BW                               |
| 4073 Wikidata  | Kirchwarf 2 (54° 38′ 27″ N, 8° 37′ 2″ O)        | Kirche mit Gemeindeteil                         | Die heutige Kirche wurde 1894 erbaut, dabei wurden Teile des Vorgängerbaues verwendet. So stammt die Holzdecke aus dem Jahr 1731. Der Flügelaltar wurde 1670 erstellt. Alteintragung (Aktualisierung vorgesehen) - Begründung: geschichtlich, künstlerisch, städtebaulich - Schutzumfang: Kirche mit Gemeindeteil, Kirchendecke und Ausstattung, Glockenstapel - Denkmaltyp: Bauliche Anlage, Sachgesamtheit: Kirche Langeneß mit Gemeindeteil | weitere Fotos \| Fotos hochladen |
| 4074 Wikidata  | Oland 1 (54° 40′ 27″ N, 8° 41′ 15″ O)           | Kirche St. Petri mit Ausstattung                | Alteintragung (Aktualisierung vorgesehen) - Begründung: geschichtlich, künstlerisch, städtebaulich - Schutzumfang: Kirche St. Petri mit Ausstattung, Glockenstapel - Denkmaltyp: Bauliche Anlage, Sachgesamtheit: Kirche St. Petri | weitere Fotos \| Fotos hochladen |
| 3069 Wikidata  | Peterhaitzwarf (54° 38′ 51″ N, 8° 38′ 32″ O)    | Fething                                         | Alteintragung (Aktualisierung vorgesehen) - Begründung: Alteintragung (Aktualisierung vorgesehen) - Schutzumfang: Alteintragung (Aktualisierung vorgesehen) - Denkmaltyp: Bauliche Anlage | BW                               |
| 8454 Wikidata  | Peterhaitzwarf 1 (54° 38′ 50″ N, 8° 38′ 31″ O)  | Hallighaus                                      | Alteintragung (Aktualisierung vorgesehen) - Begründung: Alteintragung (Aktualisierung vorgesehen) - Schutzumfang: Alteintragung (Aktualisierung vorgesehen) - Denkmaltyp: Bauliche Anlage | BW                               |

## Gründenkmale
| Objekt-ID      | Lage                                     | Offizielle Bezeichnung      | Beschreibung | Bild            |
| -------------- | ---------------------------------------- | --------------------------- | --- | --------------- |
| 12938 Wikidata | Kirchwarf 2 (54° 38′ 28″ N, 8° 37′ 3″ O) | Kirchhof                    | Alteintragung (Aktualisierung vorgesehen) - Begründung: geschichtlich, Kulturlandschaft prägend - Schutzumfang: Kirchhof, Historische Grabmale - Denkmaltyp: Gründenkmal, Sachgesamtheit: Kirche Langeneß mit Gemeindeteil | Fotos hochladen |
| 12939 Wikidata | Oland 1 (54° 40′ 27″ N, 8° 41′ 11″ O)    | Kirchhof mit Feldsteinmauer | Alteintragung (Aktualisierung vorgesehen) - Begründung: geschichtlich, Kulturlandschaft prägend - Schutzumfang: Kirchhof mit Feldsteinmauer, Grabmale bis 1870 - Denkmaltyp: Gründenkmal, Sachgesamtheit: Kirche St. Petri | Fotos hochladen |

## Quelle
- Liste der Kulturdenkmale in Schleswig-Holstein – Kreis Nordfriesland (PDF)

- Karte mit allen Koordinaten:
- OSM |
- WikiMap